# Insospettabili sospetti
Insospettabili sospetti (Going in Style) è un film del 2017 diretto da Zach Braff con protagonisti Morgan Freeman, Michael Caine e Alan Arkin.
La pellicola è il remake del film Vivere alla grande (Going in Style) del 1979, scritto e diretto da Martin Brest.

## Trama
Willy, Joe ed Al sono tre amici di vecchia data, che ogni giorno si incontrano al circolo. Willy abita distante dalla figlia e dalla nipote, che vede solo una volta l'anno; inoltre soffre di insufficienza renale e pertanto è costretto a sottoporsi a dialisi, anche se necessiterebbe di un nuovo rene. Tuttavia non vuole dire a nessuno quale sia la gravità della sua malattia e pertanto lo tiene per sé. Joe vive con la figlia, un'infermiera sottopagata, e la nipote quattordicenne, che sono andate a vivere con lui da quando il genero, un uomo scapestrato e dedito alla delinquenza, le ha lasciate. Al è solo da sempre, non ha moglie né figli, e sono anni che sostiene di dover morire.
Un giorno Joe si reca alla sua banca per chiedere se la sua azienda gli abbia accreditato la pensione e la ragione di una lettera di sfratto arrivatagli a casa, scoprendo così che non solo non ha la pensione, ma che il suo mutuo è anche aumentato e che il suo consulente alla banca in pratica lo ha preso in giro.
Proprio in quel momento entrano in banca quattro rapinatori ed uno di questi, mentre gli altri tre si occupano di prendere i soldi, si avvicina a Joe, dicendogli che non gli avrebbe fatto del male, in quanto "è un dovere civile prendersi cura delle persone anziane".
Nel frattempo l'azienda per la quale Willy, Joe ed Al lavoravano decide di chiudere per trasferirsi in Vietnam e pertanto non pagherà più le loro pensioni.
Questo fa pensare a Joe che rapinare una banca, se non altro per riprendersi i soldi che gli spettano, potrebbe essere una buona idea, e così coinvolge anche i suoi due amici.
Dopo aver tentato invano un furto in un piccolo negozio di alimentari, essi vanno da un uomo dedito ad atti criminali, amico dell'ex genero di Joe, che gli spiegherà, in cambio del 25% dei profitti, come si rapina una banca.
Arriva quindi il giorno della rapina, che coincide con il giorno nel quale a Joe avrebbero pignorato casa, nonché con il giorno in cui al circolo si terrà una festa. Sarà proprio questa festa a fungere loro da alibi: Willy dovrebbe stare per tutto il tempo dentro il percorso degli orrori a fare il mostro, Joe cede il suo cappello al bigliettaio, in modo che la gente lo scambi per lui, e Al dovrebbe passare tutto il tempo al bagno a causa della sua diverticolite.
I tre vanno dunque a rapinare la banca e tutto procede secondo i piani, se non che, durante la rapina, Willy si sente male a causa del rene e cade a terra, dove una bambina gli solleva parte della maschera dal volto per tentare di aiutarlo. Essi riescono comunque a fuggire prima dell'arrivo della polizia.
Quella sera stessa vanno a cena per festeggiare, ma all'improvviso Willy si sente male e viene ricoverato: gli serve immediatamente un rene, o morirà.
Grazie all'immagine del mezzo volto di Willy, e al modo particolare di correre di Al, i poliziotti riconoscono i tre anziani signori e li accusano di rapina; sebbene i loro alibi siano solidi e verificabili tramite telecamere, la polizia tenta un riconoscimento visivo coinvolgendo la bambina che aveva quasi tolto la maschera a Willy nel corso della rapina. 
Ciò rischia di mandare a monte tutto quanto, ma la piccola, che aveva intuito che l'uomo e i suoi compari non erano persone cattive, nega di riconoscerlo, facendo quindi cadere le accuse sul trio.
Intanto Joe si incontra con il simpatico criminale che li ha aiutati per chiedergli un cagnolino da regalare a sua nipote e lui dice di non volere la sua parte in quanto "è un dovere civile prendersi cura delle persone anziane". Joe scopre così che il ladro di inizio film che non gli fece del male era proprio lui.
Inoltre Al si scopre compatibile con Willy e gli dona il rene. Alla fine Al si sposa, trovando finalmente la felicità, Willy vede più spesso sua figlia e sua nipote e Joe può continuare a vivere nella sua casa.

## Produzione
Le riprese del film sono iniziate a Brooklyn il 3 agosto 2015.

## Promozione
Il primo trailer del film viene diffuso il 16 dicembre 2016.

## Distribuzione
La pellicola, inizialmente programmata per il 6 maggio 2016, è stata distribuita nelle sale cinematografiche statunitensi a partire dal 7 aprile 2017 ed in quelle italiane dal 4 maggio.

## Accoglienza

### Incassi
Il film ha incassato 45 milioni di dollari nel Nord America e 39,9 nel resto del mondo, per un totale di 84,9 milioni di dollari.

### Critica
Sull'aggregatore Rotten Tomatoes il film riceve il 47% delle recensioni professionali positive con un voto medio di 5,4 su 10 basato su 171 critiche, mentre su Metacritic ottiene un punteggio di 50 su 100 basato su 31 critiche.